# Єфименко Олексій Олексійович
Олексій Олексійович Єфименко (20 серпня 1985, м. Славгород, СРСР) — білоруський хокеїст, нападник. Виступає за «Сибір» (Новосибірськ) у КХЛ. Майстер спорту.
Виступав за «Локомотив-2» (Ярославль), ХК «Воронеж», ХК «Рибінськ», «Юніор» (Мінськ), «Юність» (Мінськ), «Хімволокно» (Могильов), «Металург» (Жлобин), «Шахтар» (Солігорськ).
У складі національної збірної Білорусі провів 12 матчів (2 голи, 1 передача). У складі молодіжної збірної Білорусі учасник чемпіонату світу 2005. 
Досягнення
- Срібний призер чемпіонату Білорусі (2010).